# Битка код Граника
Битка код Граника, за коју Аријан каже да је „била коњичка битка, али је више личила на пешадијску...“, одиграла се када је у Атини архонт био Ктесикле, а у Риму непосредно пре тога били изабрани конзули Гај Сулпиције и Луције Папирије, како сазнајемо од Диодора са Сицилије (рано лето 334. п. н. е.), између Македонаца и њихових савезника с једне стране, и Персијанаца и грчких плаћеника с друге. До окршаја је дошло на реци Гранику, на Пропонтиди.
Победом извојеваном на реци Граник, Александру Великом је ослобођен пут ка срцу Мале Азије. Што се тиче Персијанаца, они су одустали од покушаја да зауставе његов продор, што је имало за последицу да се главни град Лидије и седиште лидијског сатрапа — Сард, убрзо потом предао без борбе. Осим тога, већина градова у Еолиди и Јонији, међу којима је и Ефес, дочекали су Александра као ослободиоца.

## Увод
После смрти свог оца Филипа II Македонског, Александар Македонски је учврстио своје позиције у Грчкој и упутио се у Азију 334. године п. н. е. Прешао је Хелеспонт и кренуо цестом према престоници Фригије. Више сатрапа Персијског царства се ујединило и заједнички кренуло у битку против Александра. Желели су битку на реци Граник. Грчки плаћеник Мемнон из Родеса је предложио политику спржене земље испред Александрових трупа, али су тај предлог остали одбили.

## Битка
Персијанци су поставили своју коњицу испред пешадије и повукли се на десну (источну) обалу реке. Александар их је срео 3. маја. Према једним изворима, напао је истог дана, а према другима, прешао је реку и напао у зору следећег дана.
Александар је предводио елитну тешку коњицу на десном крилу. Тесалијска коњица се налазила на левом крилу. У средини се налазила фаланга.
Битка је почела нападом коњице и лаке пешадије са македонског левог крила под командом Пармениона. Персијанци су знатно појачали ту страну и одбили напад. Александар је предводио своју елитну коњицу, формирајући класични клин. Та формација у облику клина ударила је у центар персијске линије.
Персијанци су одговорили коњичким одредом племића и ту је Александар лично побио неколико персијских племића, али је и сам био угрожен. Сатрап Спитридат је убијен.
Затим се македонска коњица окренула улево и ударила на персијску коњицу укључену у борбу са левом страном Македонаца. Отворила се рупа у недавно испражњеном месту, па је македонска пешадија продирала ударајући на релативно лошу персијску пешадију у позадини. Кад су видели да центар губи, оба крила персијске коњице су се повукла. Пешадија је такође бежала и страдала у бегу.
Укупни губици Македонаца су 100 до 200. Убијено је 1.000 персијских коњаника и 3.000 пешака, док је 2.000 грчких плаћеника заробљено. Заробљени грчки плаћеници сматрани су издајницима, па су претворени у робове.

## После битке
Македонски губици за разлику од персијских били су сразмерно мали.
Плутарх наводи Аристобулов извештај, према којем је на македонској страни било 34 погинулих, од којих су деветорица били пешаци. Њихове бронзане ликове је по Александровом налогу дао израдити Лисип.
Према Аријану, 25 македонских „поузданика“ пало је у првој навали. Њихови медени кипови постављени су у Диону, граду на источном обронку Олимпа и код темејског залива у Пијерији у Македонији. Што се тиче осталих коњаника, њих је пало преко 60, а пешака до 30. Као и у случају Плутарха, за то је заслужан Лисикле.